# Sphoeroides nephelus
Sphoeroides nephelus és una espècie de peix de la família dels tetraodòntids i de l'ordre dels tetraodontiformes.

## Morfologia
- Els mascles poden assolir 30 cm de longitud total.[1][2]

## Alimentació
Menja marisc i peixos.

## Hàbitat
És un peix de clima subtropical i associat als esculls de corall que viu entre 0-11 m de fondària.

## Distribució geogràfica
Es troba a l'Atlàntic occidental: des del nord-est de Florida, el nord del Golf de Mèxic i les Bahames fins a Campeche (Mèxic) i les Petites Antilles.

## Observacions
És inofensiu per als humans.